# Professional Widow
"Professional Widow" é uma canção escrita por Tori Amos.

## Listas de músicas e formatos

### EUA: "Professional Widow" single, julho de 1996

#### CD single
1. Professional Widow (LP mix) – 4:31
2. Professional Widow (Armand mix) – 8:08
3. Professional Widow (Mark Kinchen mix) – 7:20
4. Professional Widow (Just Da Funk Dub) – 3:44
5. Professional Widow (MK dub) – 6:56
6. Professional Widow (Instrumental de Armand) – 5:35
7. Professional Widow (batidas Bônus) – 4:31

#### 12" single
1. Professional Widow (Armand mix) – 8:08
2. Professional Widow (Just Da Funk Dub) – 3:44
3. Professional Widow (MK mix) – 7:20
4. Professional Widow (MK dub) 6:56

### Reino Unido: "Hey Jupiter/Professional Widow" A-side single, julho de 1996

#### CD single
1. Hey Jupiter (versão Dakota) – 6:03
2. Professional Widow (Armand mix) (edição editada) – 3:45
3. Sugar (ao vivo) – 5:43
4. Honey (ao vivo) – 4:19

#### 12" single
1. Professional Widow (Armand mix) – 8:08
2. Hey Jupiter (The Dakota Version) (edição editada) – 4:14
3. Talula (BT mix) – 11:27

#### Cassete único
1. Hey Jupiter (versão Dakota) – 6:03
2. Professional Widow (Armand mix) (edição editada) – 3:45

### Reino Unido: "Professional Widow (It's Gotta Be Big)" single, dezembro de 1996

#### CD single
1. Professional Widow (Armand mix) (edição editado) – 3:45
2. Professional Widow (Sr. Roy's 7" editado)
3. Professional Widow (Armand mix) – 8:08
4. Professional Widow (Sr. Roy's mix)
5. Professional Widow (Just Da Funk Dub)

#### 12" single
1. Professional Widow (Sr. Roy's)
2. Professional Widow (Sr Roy's 7" editado)
3. Professional Widow (Armand mix)
4. Professional Widow (Just Da Funk Dub)

#### Cassete único
1. Professional Widow (Sr. Roy's 7" editado)
2. Professional Widow (Armand mix)

## Desempenho nas paradas
| Top (1996)                                                | Melhor posição |
| --------------------------------------------------------- | -------------- |
| Alemanha - Media Control Charts                           | 38             |
| Austrália - ARIA Singles Chart                            | 17             |
| Áustria - Ö3 Austria Top 40                               | 23             |
| Bélgica - (Flandres)                                      | 22             |
| Bélgica - (Valónia)                                       | 22             |
| Canadá - RPM                                              | 38             |
| Estados Unidos - Billboard Bubbling Under Hot 100 Singles | 8              |
| Estados Unidos - Billboard Hot Dance Club Songs           | 1              |
| Estados Unidos - Billboard Hot Dance Singles Sales        | 14             |
| Finlândia - Suomen virallinen lista                       | 16             |
| França - SNEP                                             | 35             |
| Noruega - VG-lista                                        | 17             |
| Países Baixos - Mega Single Top 100                       | 33             |
| Reino Unido - UK Singles Chart                            | 1              |
| Suécia - Sverigetopplistan                                | 40             |
| Suíça - Schweizer Hitparade                               | 22             |